# 巴爾莫勒爾城堡
巴爾莫勒爾城堡（英語：Balmoral Castle，發音：/bælˈmɒrəl/）是位於英國蘇格蘭阿伯丁郡皇家迪賽德的一棟建築，不僅未曾作為城堡使用，反而更像一座莊園。
自1852年起，巴爾莫勒爾城堡成為王室行宮，是王室夏季避暑地之一，歷代英國皇室對其有所增修，2010年被指定為蘇格蘭A級保護建築。2022年9月8日，女王伊丽莎白二世於此辭世。

## 历史

### 草創時期
苏格兰国王罗伯特二世曾在此區有個小屋，便於狩猎。巴尔莫勒尔最原始的建筑由威廉·德拉蒙德爵士（Sir William Drummond）于1390年建造。后来由第一代亨特利伯爵的次子亚历山大·戈登（Alexander Gordon）居住，戈登夫妇在庄园建造了一座塔楼。
1662年，庄园传给了约翰·法夸尔森的兄弟查尔斯。 1798年，第二代法夫伯爵詹姆斯·达夫买下巴尔莫勒尔。1830年，城堡由第四代阿伯丁伯爵弟弟罗伯特·戈登租用，他对巴尔莫勒尔的原始城堡进行了重大改造，包括由约翰·史密斯设计的男爵风格建筑。

### 成為皇家財產
维多利亚女王伉儷于1842年首次访问苏格兰。期间因经常下雨，女王的医生詹姆斯·克拉克爵士转而推荐气候更好的迪赛德。
罗伯特·戈登爵士于1847年去世，城堡租约转到阿伯丁伯爵手中。1848年2月，阿尔伯特亲王在还没有看到城堡的情况下，买断城堡的剩余租约以及其家具和员工:5。
女王伉儷于1848年9月8日首次到访。女王认为这座建筑小而美，并在她的日记中写道：“一切似乎都呼吸着自由与和平，让人忘记尘世及令人悲伤的纷争”。周围的丘陵景观让他们想起了阿尔伯特的故乡图林根:5。
很快，两人就发现对于皇室来说此處还是過於狹窄。1848年，约翰和威廉史密斯受委托扩建城堡。在园艺师詹姆斯·比蒂（James Beattie），可能还有画家詹姆斯·吉尔斯的协助下，还对树林和花园等进行改造。
皇家也开始和已故业主法夫伯爵的受托人那里买下庄园。在萬國工業博覽會看到一座波纹铁皮小屋后，阿尔伯特亲王从贝尔豪斯公司（ET Bellhouse & Co.） 买下一座预制铁皮屋。它于1851年10月1日作为餐厅投入使用，1856年又用作舞厅。
皇室和伯爵的交易于1852年6月完成，价格为32,000英镑，阿尔伯特亲王在当年秋天正式成为城堡所有人:8。

### 扩建

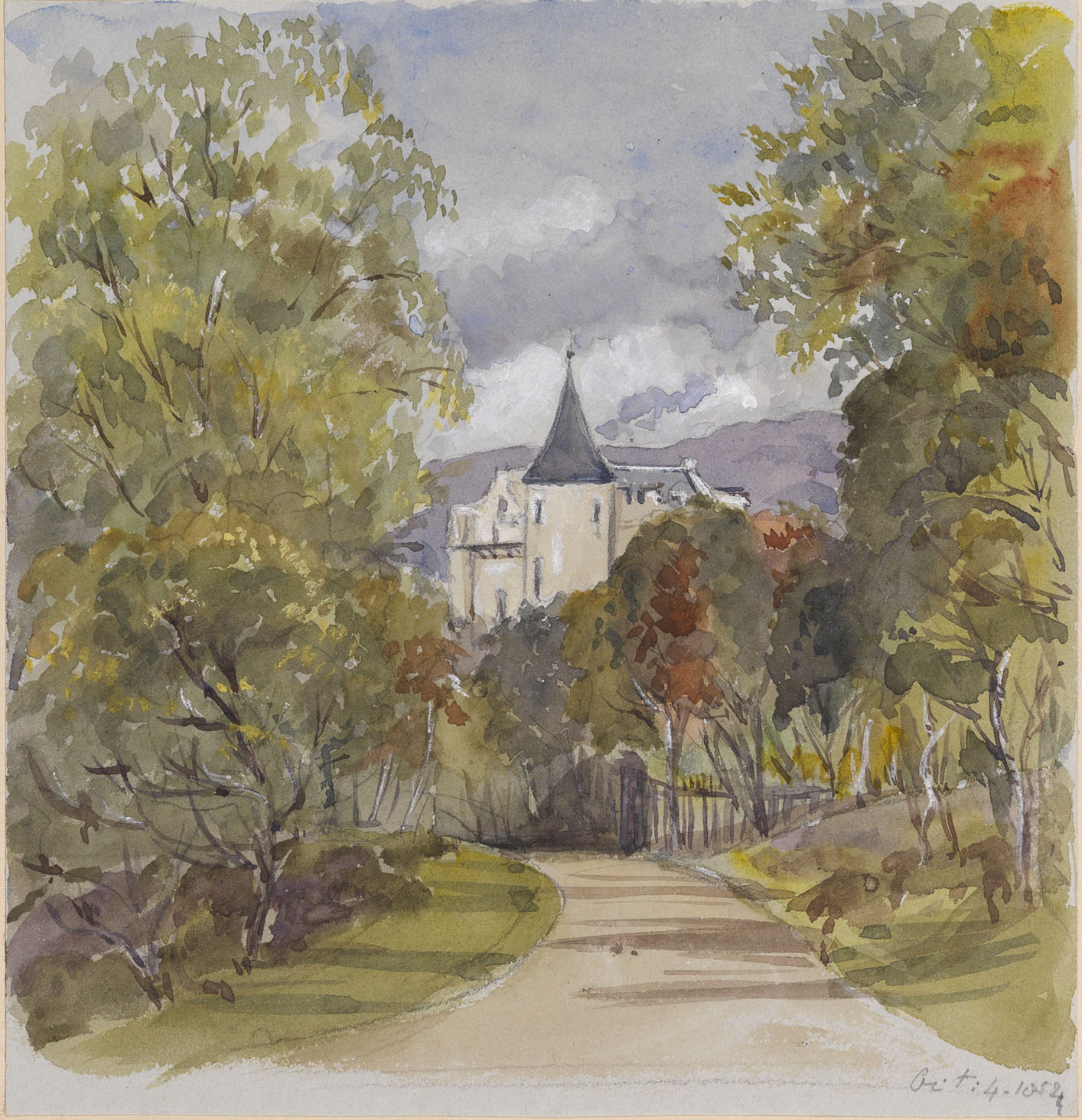
巴尔莫勒尔城堡，由维多利亚女王于1854年建造期间手绘

扩建施工于1853年夏始于原建筑西北约100碼（90）处以擴展視野，亦也可让维多利亚女王夫妇在建造期间仍得以使用旧房:9。女王于1853年9月28日为建筑奠基。1855年秋天，尽管塔楼仍在建造中，新房子已可入住，仆人仍住在舊房。女王伉儷在抵达庄园后不久，克里米亚战争结束，皇室和当地人举行了庆祝活动。此后不久，普鲁士的弗雷德里克在参观城堡时向維多利亞長公主求婚:11。
新建筑于1856年竣工，隨後即拆除旧城堡。1857年秋，迪河上由伊桑巴德·布鲁内尔设计、连接克拉西和巴尔莫勒尔的桥梁建成:11。
巴尔莫勒尔城堡由附近开采的花岗岩建造。主要分成两区，每區都有一个院子。西南区包含主要住房，东北区则是仆人们用的。在建筑风格上和与1830年代重修前的城堡相似，因非屬男爵风格鼎盛期的設計，因而显得有些过时。
不过，女王多次表达了自己对苏格兰文化的喜爱，女王伉儷购买苏格兰庄园并采用苏格兰建筑风格对高地文化的复兴产生了积极影响，历史学家迈克尔·林奇（Michael Lynch）评论说：“巴尔莫勒尔的苏格兰特质首次使王室真正地变成了英国王室”。

### 维多利亚和阿尔伯特在巴尔莫勒尔
维多利亚每天徒步四个小时，阿尔伯特则时常打猎。1849年，查尔斯·格雷维尔将两人在巴尔莫勒尔的生活描述为“绅士式”的，而不是皇家式的。维多利亚开始委托艺术家包括埃德温和查尔斯·兰德塞尔以及卡尔·哈格记录巴尔莫勒尔及其周围环境。
1850年代，建筑附近种植許多植物、兴建农场，阿尔伯特亲王亲自督工。他死后，女王在庄园内建造了几座纪念碑:20–21，并开始长期居住于此，每年初夏和秋季停留长达四个月。
1887年，维多利亚女王的孙女巴滕貝格的維多利亞·歐珍妮在城堡出生。

1896年9月，俄罗斯皇帝尼古拉斯二世和艾莉克絲皇后（维多利亚的孙女）来访。四年后，维多利亚在去世前三个月最后一次造访城堡。

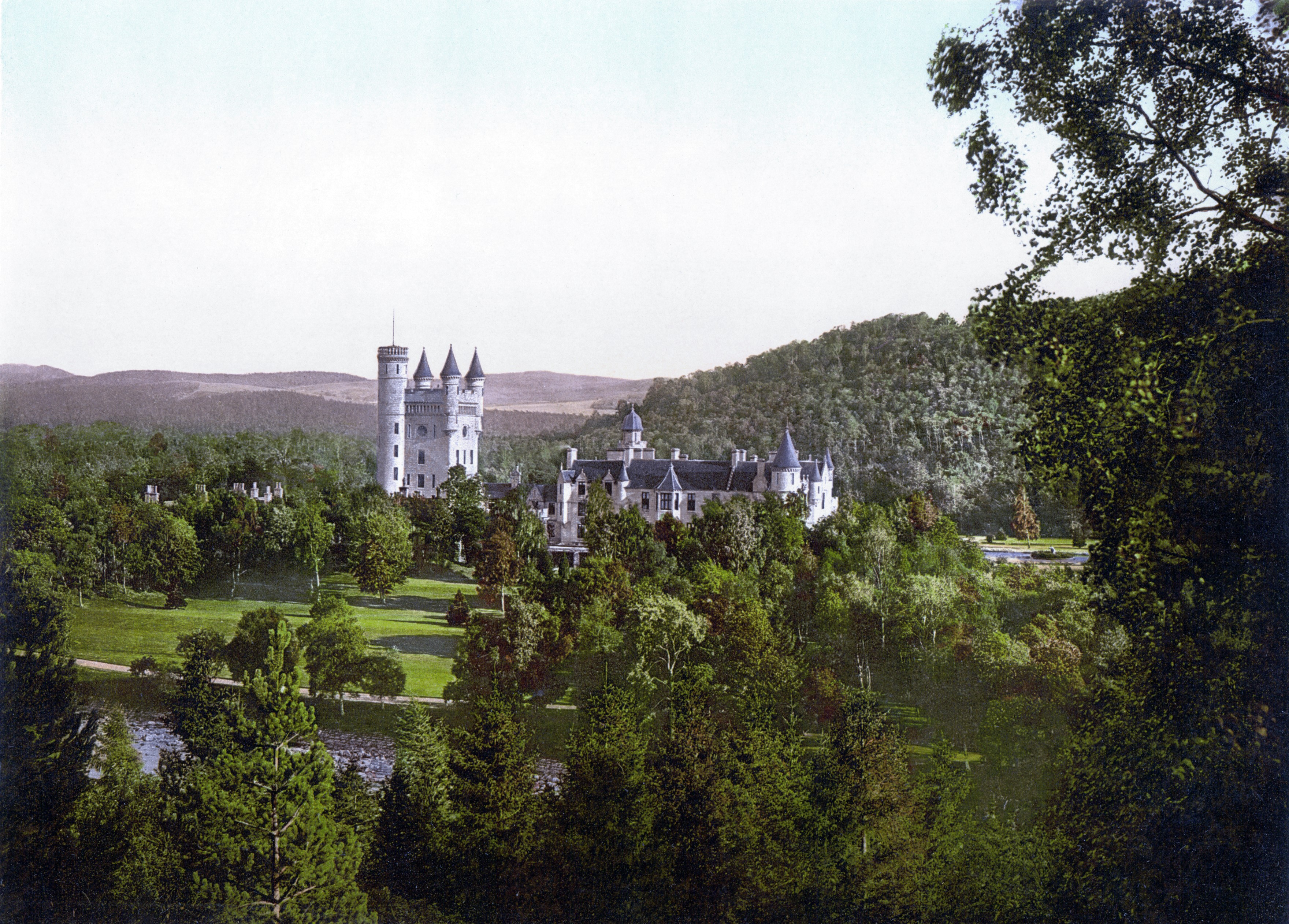
巴尔莫勒尔（约1890－1900）
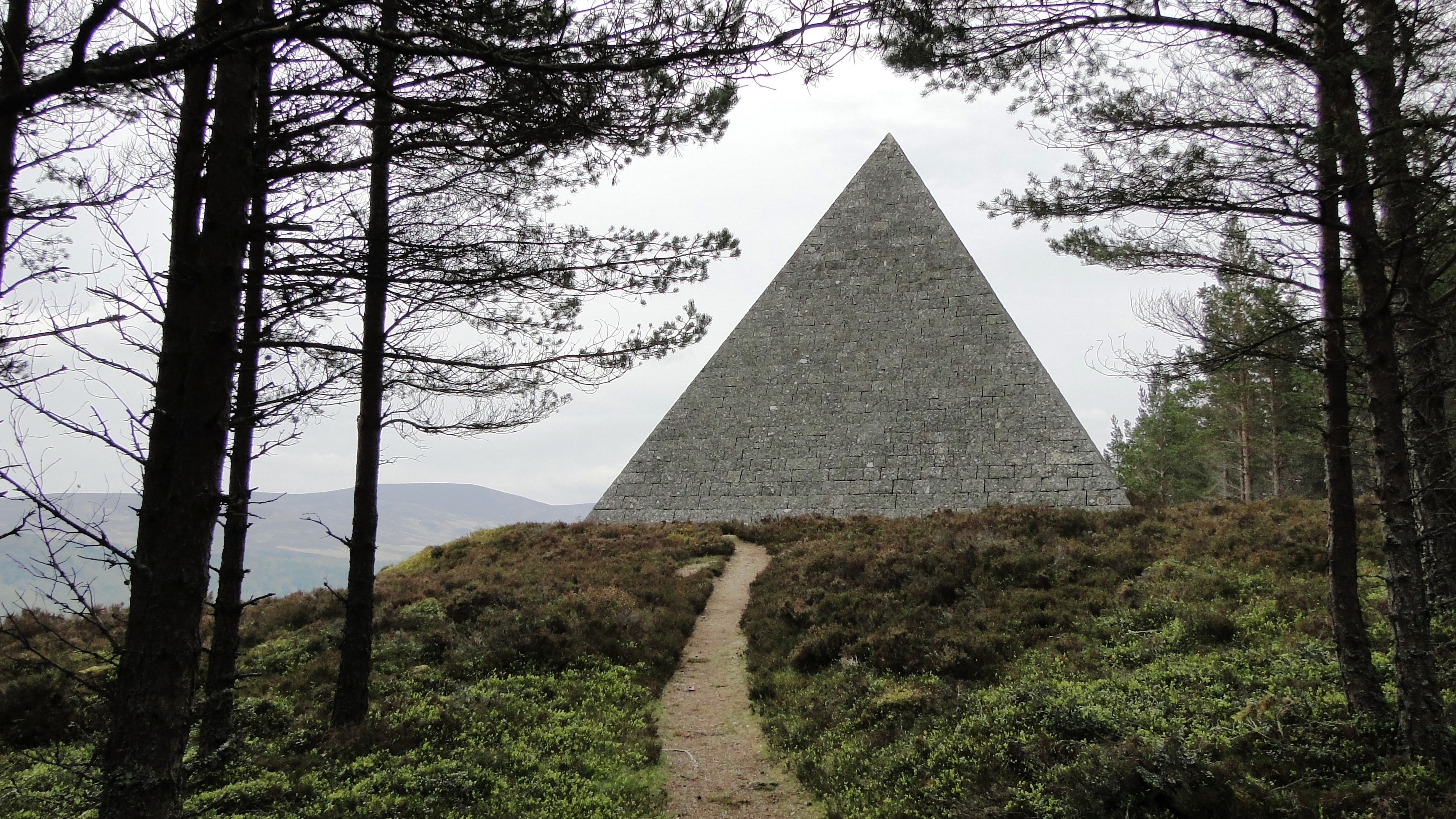
阿尔伯特亲王纪念碑
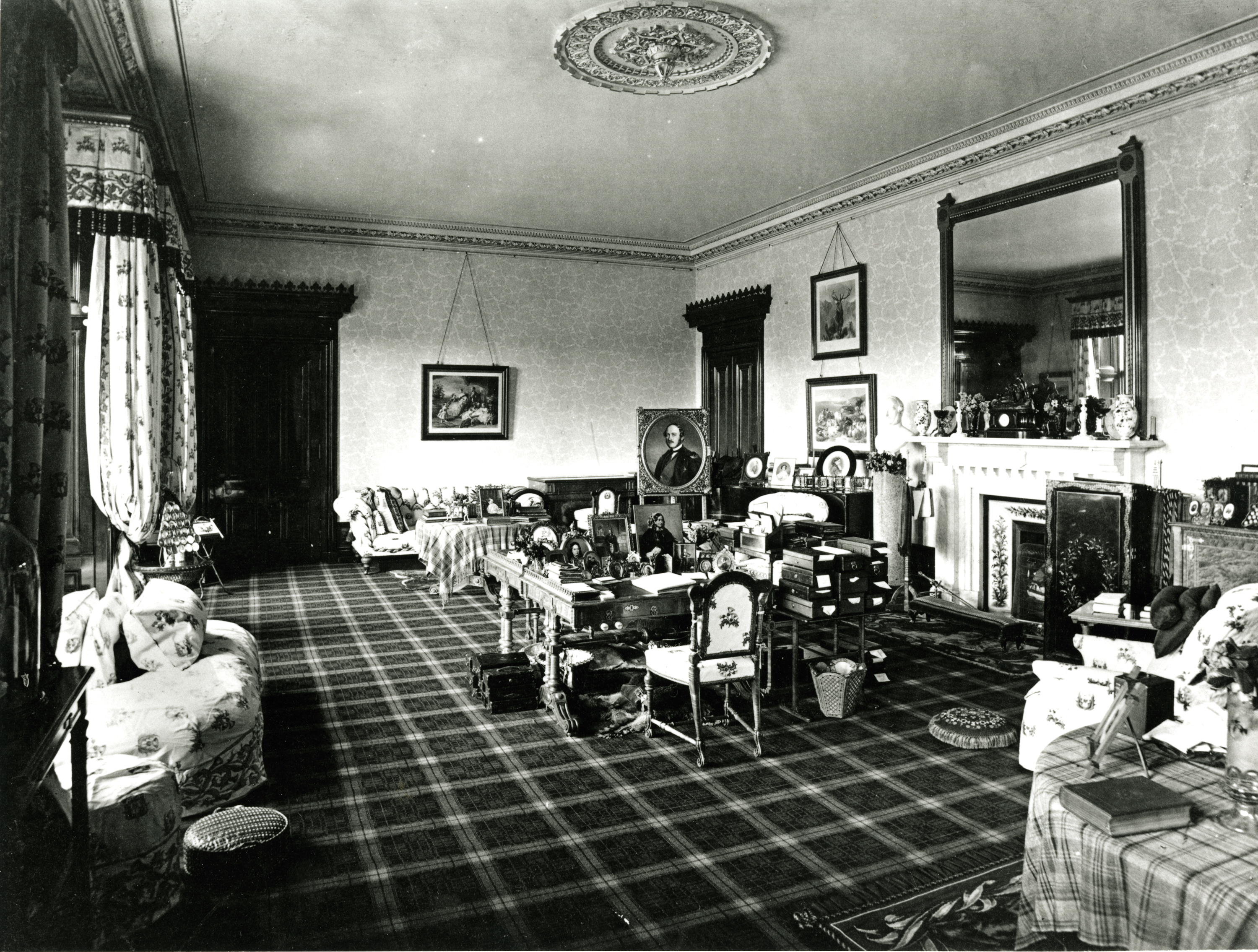
维多利亚女王的办公房间

### 维多利亚之后
维多利亚女王去世后，英国王室仍在每年秋继续居住於此。乔治五世在1910和1920年代对城堡进行大修，增加城堡南部的花园等设施。
1936年夏天，愛德華八世未按惯例到巴尔莫勒尔城堡渡假，而是与辛普森夫人到地中海东部。現今普遍認為是愛德華八世和辛普森夫人戀情更加引人注目原因，導致愛德華八世退位。
第二次世界大战期间，王室停止前往巴尔莫勒尔，同时撤除普鲁士国王喷泉（King of Prussia's Fountain）等让人联想到德国的建筑设施:25。
2022年9月8日女王伊丽莎白二世在此去世，她自7月以来一直居住於城堡。

## 所有权
与英国君主的官邸不同，巴尔莫勒尔最初是由阿尔伯特亲王亲自购买的，屬於英国君主私人财产，而非王室财产，意即该庄园的收入不会进入国库。1936年爱德华八世即位后继承了巴尔莫勒尔以及桑德灵厄姆宫的所有权，其於退位时保留了所有权，之后两座建筑由乔治六世收购而非继承。

## 建筑

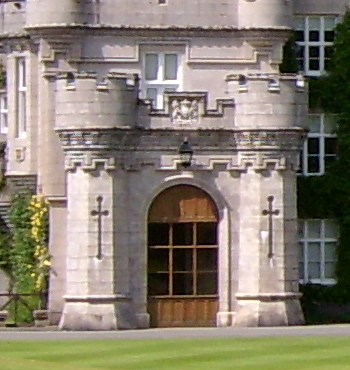
有垛口的门廊

虽然被称为城堡，但巴尔莫勒尔只是一间乡间别墅，具有典型的维多利亚时代乡间别墅特征。其塔楼和炮塔属于苏格兰男爵风格。此外苏格兰男爵风格也展现在其马头墙、老虎窗和带有垛口的门廊上。

### 莊園規模
城堡大部分位于凱恩戈姆山國家公園内，小部分位于迪赛德和洛赫纳加国家风景区，占地50,000-英畝（20,000-公頃）。庄园范围内有七座高山（Munros），最高的洛赫纳加山达3,789英尺（1,155米）。该庄园内面积7,500-英畝（3,000-公頃）德尔纳达普庄园（Delnadamph Lodge）由伊丽莎白二世于1978年购买。
该庄园的东南部濒临穆克湖，那里有一个船库和由维多利亚建造的狩猎小屋“Glas-allt-Shiel”。
庄园内有沼泽、森林和农田，以及人工饲养的鹿、高地牛和小马:38–47。栖息在沼泽的动物包括红松鸡、黑琴鸡、岩雷鸟和松鸡:38。
森林面积大约为8,000英畝（3,200公頃），其中近3,000英畝（1,200公頃）用于生产木材，每年可生产近10,000吨。另外的巴羅赫布伊森林（Ballochbuie Forest）是苏格兰现存最大的喀里多尼亚松林，占地约3,000英畝（1,200公頃） ，保留为天然林:48,51。该庄园内最多哺乳动物是马鹿，数量为2,000至2,500头:44。
洛赫纳加和巴羅赫布伊于1998年被蘇格蘭事務大臣定为特别保护区。巴羅赫布伊也是一个特別保育區。此外，庄园内还有四个具有特殊科学价值的地点。王室雇佣了大约50名全职和50到100名兼职人员来维护这些财产。
庄园内约有150座建筑物:35。皇室常居住於距离主城堡一英里的克雷戈万庄园（Craigowan Lodge）。有六座建筑曾作为度假别墅出租。

### 对外开放
1931年，城堡花园首次向公众开放，4月到7月底每天都可以参观。城堡内的设施只有舞厅对外开放。

## 外部連結
- 官方网站